# Crissy Manley
Crissy Manley geboortenaam: Howat (21 januari 1959) is een Engels dartster, die uitkomt voor de WDF. Haar bijnaam is Two Dart en ze is getrouwd met darter Peter Manley.
Manley haalde de halve finale van de World Professional Darts Championship 2001. Ze verloor die halve finale van Trina Gulliver met 0-2. Een jaar later haalde ze de finale van de World Darts Trophy 2002. Nadat ze de kwartfinale had gewonnen van de Belgische Vicky Pruim met 2-0 en in de halve finale van de Schotse Anne Kirk met 2-1, verloor ze de finale van Mieke de Boer met 1-3. In 2003 stond ze weer in een grote finale. Dit keer de Winmau World Masters. Ze verloor van Trina Gulliver met 4-3. In 2003 speelde ze ook op een PDC toernooi mee. Dit toernooi was de UK Open. Ze verloor in de eerste ronde van Wayne Palfrey met 2-5.

## Resultaten op Wereldkampioenschappen

### BDO
- 2001: Halve finale (verloren van Trina Gulliver met 0-2)
- 2002: Kwartfinale (verloren van Sandra Greatbatch met 0-2)
- 2005: Halve finale (verloren van Trina Gulliver met 0-2)